# Бараона (Порторико)
Бараона (шп. Barahona) град је у америчкој острвској територији Порторико, острвској држави Кариба.

## Демографија
По попису из 2010. године број становника је 2.469, што је 163 (-6,2%) становника мање него 2000. године.
| Група             | 2000.         | 2010.         |
| Белци             | 12 (0,5%)     | 9 (0,4%)      |
| Афроамериканци    | 100 (3,8%)    | 154 (6,2%)    |
| Азијати           | 0 (0,0%)      | 1 (0,0%)      |
| Хиспаноамериканци | 2.618 (99,5%) | 2.457 (99,5%) |
| Укупно            | 2.632         | 2.469         |